# Steatosoma rufiventris
Steatosoma rufiventris är en tvåvingeart som beskrevs av Aldrich 1934. Steatosoma rufiventris ingår i släktet Steatosoma och familjen parasitflugor. Inga underarter finns listade i Catalogue of Life.